# Проект Ларами
«Проект Ларами» (англ. The Laramie Project) — американский псевдодокументальный телефильм 2002 года в жанре драмы сценариста и режиссёра Мойсеса Кауфмана, в основу которого положена одноимённая пьеса. Премьера фильма состоялась 10 января 2002 года.

## История создания

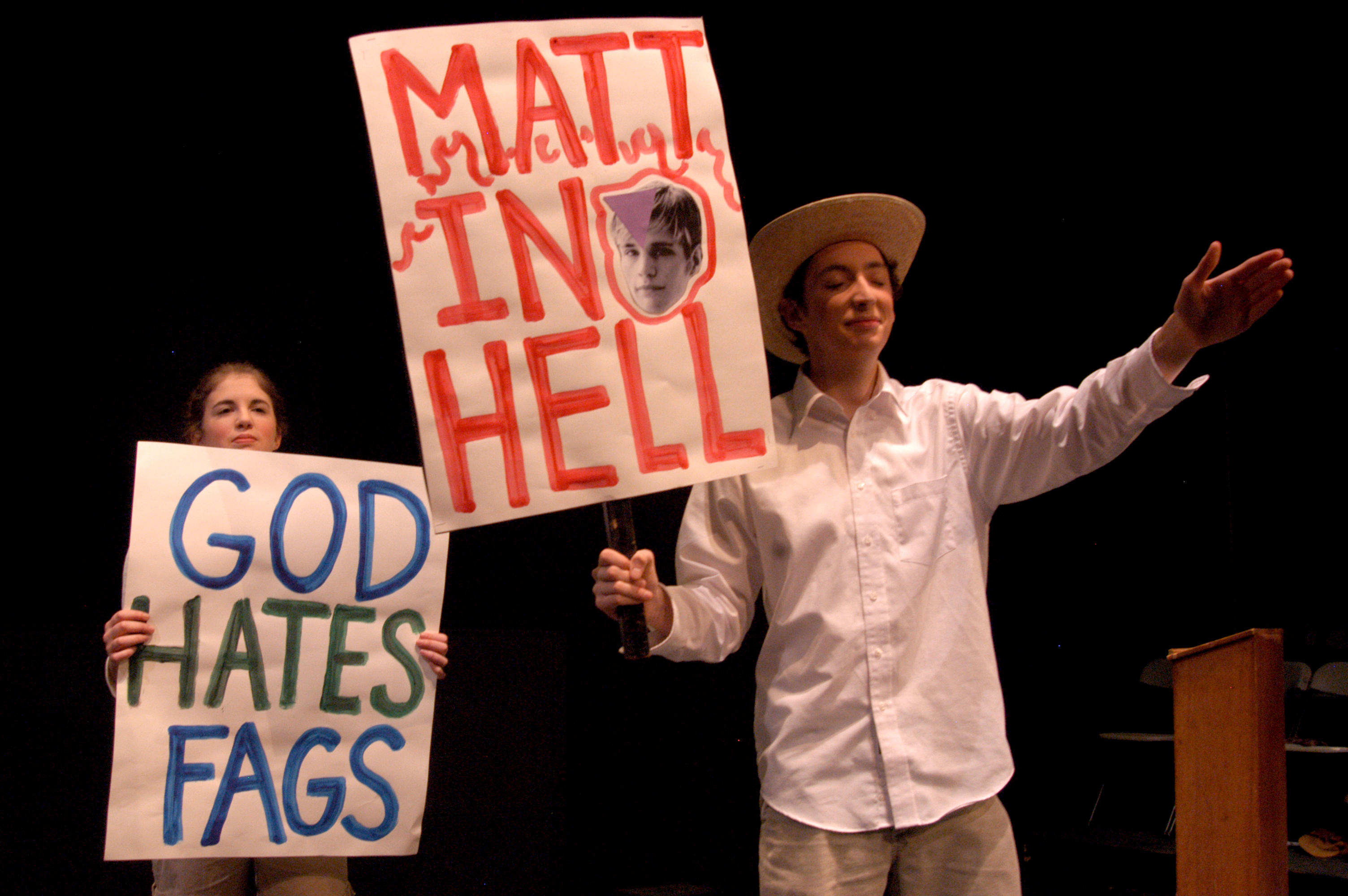
Протесты Уэстбюро баптистской церкви в исполнении учащихся средней школы из Мерсер-Айленда, штат Вашингтон

В октябре 1998 года 21-летний студент, гей, Мэтью Шепард был найден зверски избитым, привязанным к ограде и оставленным умирать в Ларами (Вайоминг). Его окровавленное, в синяках и побоях тело было обнаружено только на следующий день. Он умер через несколько дней в госпитале Форт-Коллинса (штат Колорадо). Это преступление широко освещалось СМИ и получило известность как убийство на почве ненависти к гомосексуалам. Mойсес Кауфман и другие члены Тектонического театрального проекта сделали шесть поездок в Ларами в течение полутора лет сразу же после избиения и во время суда над двумя молодыми мужчинами, обвиняющимися в убийстве Шепарда. Они провели более 200 интервью с жителями города, которые легли в основу сюжета пьесы из трёх актов «Проект Ларами». Восемь актёров в ней играли более шестидесяти персонажей в коротких сценах.
Пьесу ставили в школах, колледжах и общественных театрах в США, а также в профессиональных театрах в Соединённых Штатах, Канаде, Великобритании, Ирландии, Австралии и Новой Зеландии.
Демонстрация «Проекта Ларами» в США многократно сопровождалась протестами представителей Фреда Фелпса, теми самыми людьми, которые пикетировали похороны Мэтью Шепарда. Хотя пьеса получила всемирную известность, она по-прежнему порождает споры. Постановки с участием школьников сопровождаются протестом общественности.
Экранизация осуществлена американским кабельным телеканалом HBO.

## Сюжет
«Проект Ларами» — это портрет города, оказавшегося в лучах софитов, перед объективами телекамер. Фильм состоит из множества интервью с жителями города: некоторые непосредственно связаны с убийством, другие прямо с ним никак не связаны, они делятся мнением перед объективом камеры. Интервью перемежаются с красивыми видами прерий Вайоминга.
Маленький американский городок, исповедующий философию «живи и давай жить другим», стал местом, в котором молодые люди совершили преступление на почве ненависти к гомосексуалам. «Проект Ларами» — кинокартина, описывающая общество, столкнувшееся с непостижимым событием и его последствиями.
Фильм завершается словами одного из жителей в исполнении Стива Бушеми: «И когда он был там, на том самом месте, оттуда видно, как сверкает Ларами…, Мэт был именно там, и теперь я могу видеть эту картину его глазами… последнее, что он видел на Земле, были сверкающие огни Ларами Вайоминга».

## В ролях
| Актёр              | Роль                   |
| ------------------ | ---------------------- |
| Нестор Карбонель   | Мойсес Кауфман         |
| Кристина Риччи     | Ромейн Паттерсон       |
| Дилан Бейкер       | Рулон Стейси           |
| Терри Кинни        | Деннис Шепард          |
| Лу Энн Райт        | Джуди Шепард           |
| Марк Уэббер        | Аарон Маккинни         |
| Лора Линни         | Шерри Джонсон          |
| Питер Фонда        | доктор Кэнтвэй         |
| Джереми Дэвис      | Джедидая Шульц         |
| Кэмрин Мангейм     | Ребекка Хиликер        |
| Энди Пэрис         | Стивен Бэлбер          |
| Клеа Дюваль        | Аманда Гроних          |
| Джеймс Мёрта       | преподобный Фред Фелпс |
| Фрэнсис Стернхаген | Мардж Мюррей           |
| Майкл Эмерсон      | преподобный            |
| Саммер Феникс      | Джен Малмског          |
| Марго Мартиндейл   | Триш Стегер            |
| Стив Бушеми        | Док О'Коннор           |
| Джанин Гарофало    | Кэтрин Конноли         |
| Джон Макадамс      | Джонас Слонакер        |
| Джошуа Джексон     | Мэтт Гэллоуэй          |
| Бен Фостер         | Арон Крейфэлс          |
| Эми Мэдиган        | Реджи Флатти           |
| Клэнси Браун       | Роб Дебри              |
| Кэтлин Шелфант     | женщина-фермер         |
| Билл Ирвин         | Гарри Вудс             |
| Лоис Смит          | Люси Томпсон           |

## Реакция
Мэтт Рош из Телегида хорошо отозвался о фильме, «в котором убийство в тихом Вайоминге 21-летнего Мэтью Шепарда телекналу HBO удалось поднять на высокую ступень журналистики и театральности». Рош особенно отметил актёрский состав в фильме и оригинальность и уникальность проведенного исследования, обращая внимание на Нестора Карбонеля в роли Кауфмана. Когда-то так же Трумэн Капоте сделал себя звездой в «Хладнокровном убийстве» (In Cold Blood). Рош отметил эмоциональный диапазон фильма и упор на исследование темы гомофобии, отмечая, что «Проект Ларами» полезен в целях просвещения зрительской аудитории.

## Культурное влияние
В США «Проект Ларами» часто используется в образовательных целях в борьбе с предрассудками и для воспитания детей в духе толерантности в личном, гражданском и медицинском просвещении в школах. Пьеса, по которой снят фильм, была включена в обязательную школьную программу по литературе в Великобритании.
Десять лет спустя члены Тектонического театрального проекта вернулись в Ларами и взяли интервью у тех жителей города, которые стали прототипами героев пьесы и фильма. Эти интервью легли в основу спектакля под названием «Проект Ларами: Десять лет спустя», театральный дебют которого состоялся 12 октября 2009 года и был приурочен к 11-летию смерти Мэтью Шепарда.

## Награды
Фильм номинировался на множество премий, в том числе на «Эмми» и получил следующие призы:
| Год  | Награда                                 | Категория                                            | Получатель     |
| 2002 | Берлинский кинофестиваль                | First Movie Award — Special Mention                  | Мойсес Кауфман |
| 2002 | «Humanitas Prize»                       | Фильмы продолжительностью больше 90 минут            | Мойсес Кауфман |
| 2002 | Кинофестиваль «Аутфест» в Лос-Анджелесе | Премия за выдающиеся художественные достижения       | Мойсес Кауфман |
| 2002 | Национальный совет кинокритиков США     | «NBR Award», Лучший фильм для кабельного телевидения |                |
| 2003 | GLAAD Media Awards                      | Выдающийся телевизионный фильм                       |                |